# Sveriges civilminister
Civilministern, officiellt statsråd, är det statsråd i Sveriges regering som är ansvarig för regeringens samarbete med landets kommuner och regioner. Statsrådet är inte departementschef utan är placerad på Finansdepartementet. Erik Slottner är Sveriges civilminister sedan 18 oktober 2022. 

## Historia
Civildepartementet bildades i samband med Departementalreformen 1840. Departementet handlade främst civila inrikesärenden, bland annat handel, industri och kommunikationer. År 1920 lades det departementet ner, varvid Socialdepartementet, Kommunikationsdepartementet och Handelsdepartementet bildades och tog över dess ärenden. 
Ett nytt civildepartement bildades 1950. Det var till en början ett statligt lönedepartement, men från 1969 hanterades främst länsförvaltningsfrågor och kommunala frågor. Departementet uppgick 1974 i det nybildade Kommundepartementet. 
År 1983 bildades ett tredje civildepartement med inriktning på förnyelse av den offentliga sektorn. Departementet bytte 1996 namn till Inrikesdepartementet, vilket i sin tur upphörde 31 december 1998. Dess ärenden fördelades på flera andra departement, bland annat Finansdepartementet och Näringsdepartementet.
Åren 1840–1920, 1950–1974 och 1983–1996 var civilministern chef för Civildepartementet. På senare år har denna minister i stället varit placerad på Socialdepartementet eller (sedan 2014) Finansdepartementet
Edvard von Krusenstjerna är den som innehaft ämbetet längst tid vid det ursprungliga Civildepartementet, totalt 11 år och 259 dagar. I modern tid har Sigurd Lindholm rekordet med 10 år och 4 dagar.

## Lista över Sveriges civilministrar
| 1840-1920       |                                      |      |                   |                   |                    |                        |           |                                            |        |
| Namn (Född-Död) | Namn (Född-Död)                      | Bild | Ämbetsperiod      | Ämbetsperiod      | Ämbetsperiod       | Politisk tillhörighet  | Val       | Regering                                   | Källa  |
| Namn (Född-Död) | Namn (Född-Död)                      | Bild | Tillträde         | Frånträde         | Varaktighet        | Politisk tillhörighet  | Val       | Regering                                   | Källa  |
|                 | Olof Fåhraeus (1796-1884)            |      | 16 maj 1840       | 23 september 1847 | 7 år och 130 dagar |                        |           | Karl XIV Johans statsrådOscar I:s statsråd |        |
|                 | Johan Fredrik Fåhraeus (1796-1865)   |      | 23 september 1847 | 16 december 1856  | 9 år och 84 dagar  |                        |           | Oscar I:s statsråd                         |        |
|                 | Ludvig Almqvist (1818-84)            |      | 16 december 1856  | 2 november 1860   | 3 år och 322 dagar |                        |           | Oscar I:s statsrådKarl XV:s statsråd       |        |
|                 | Gerhard Lagerstråle (1814-87)        |      | 2 november 1860   | 2 november 1868   | 7 år och 215 dagar |                        |           | Karl XV:s statsråd                         |        |
|                 | Axel Gustaf Adlercreutz (1821–80)    |      | 2 november 1868   | 3 juni 1870       | 1 år och 364 dagar |                        |           | Karl XV:s statsråd                         |        |
|                 | Axel Bergström (1823–93)             |      | 3 juni 1870       | 11 maj 1875       | 4 år och 342 dagar |                        |           | Karl XV:s statsrådOscar II:s statsråd      |        |
|                 | Carl Johan Thyselius (1811–91)       |      | 11 maj 1875       | 19 april 1880     | 4 år och 344 dagar |                        |           | De Geer d.ä.                               |        |
|                 | Fredrik Hederstierna (1828–1900)     |      | 19 april 1880     | 5 oktober 1883    | 3 år och 169 dagar |                        |           | PosseThyselius                             |        |
|                 | Carl Johan Thyselius (1811–91)       |      | 5 oktober 1883    | 30 november 1883  | 0 år och 56 dagar  |                        |           | Thyselius                                  |        |
|                 | Edvard von Krusenstjerna (1841–1907) |      | 30 november 1883  | 12 oktober 1889   | 5 år och 316 dagar |                        |           | ThyseliusThemptanderBildt                  |        |
|                 | Lennart Groll (1845–96)              |      | 12 oktober 1889   | 6 oktober 1896    | 6 år och 360 dagar |                        |           | Boström I                                  |        |
|                 | Edvard von Krusenstjerna (1841–1907) |      | 6 oktober 1896    | 5 juli 1902       | 5 år och 272 dagar |                        |           | Boström Ivon Otter                         |        |
|                 | Hjalmar Westring (1857–1926)         |      | 5 juli 1902       | 2 augusti 1905    | 3 år och 28 dagar  |                        |           | Bostrom IIRamstedt                         |        |
|                 | Johan Widén (1856–1933)              |      | 2 augusti 1905    | 7 november 1905   | 0 år och 97 dagar  |                        |           | Lundeberg                                  |        |
|                 | Axel Schotte (1860–1923)             |      | 7 november 1905   | 29 maj 1906       | 0 år och 203 dagar | Liberal                | 1905      | Staaff I                                   |        |
|                 | Julius Juhlin (1861–1934)            |      | 29 maj 1906       | 4 december 1907   | 1 år och 189 dagar | Obunden                | 1905      | Lindman I                                  |        |
|                 | Hugo Hamilton (1849–1928)            |      | 4 december 1907   | 7 oktober 1911    | 3 år och 307 dagar | Självständig           | 19051908  | Lindman I                                  |        |
|                 | Axel Schotte (1860–1923)             |      | 7 oktober 1911    | 17 februari 1914  | 2 år och 133 dagar | Liberal                | 1911      | Staaff                                     |        |
|                 | Oscar von Sydow (1873–1936)          |      | 17 februari 1914  | 29 juni 1917      | 3 år och 132 dagar | Opolitisk              | 1914      | Hammarskjöld                               |        |
|                 | Walter Murray (1871–1957)            |      | 29 juni 1917      | 19 oktober 1917   | 0 år och 112 dagar | Obunden                | 1914      | Swartz                                     |        |
|                 | Axel Schotte (1860–1923)             |      | 19 oktober 1917   | 28 november 1919  | 2 år och 40 dagar  | Liberal                | 1917      | Edén                                       |        |
|                 | Carl Fredrik Holmquist (1857–1922)   |      | 28 november 1919  | 10 mars 1920      | 0 år och 103 dagar | Liberal                | 1917      | Edén                                       |        |
|                 | Carl Svensson (1879-1938)            |      | 10 mars 1920      | 30 juni 1920      | 0 år och 112 dagar | Socialdemokraterna     | 1917      | Branting I                                 |        |
| 1950–1973       |                                      |      |                   |                   |                    |                        |           |                                            |        |
| Namn (Född-Död) | Namn (Född-Död)                      | Bild | Ämbetsperiod      | Ämbetsperiod      | Ämbetsperiod       | Politiskt tillhörighet | Val       | Regering                                   | Källor |
| Namn (Född-Död) | Namn (Född-Död)                      | Bild | Tillträde         | Frånträde         | Varaktighet        | Politiskt tillhörighet | Val       | Regering                                   | Källor |
|                 | John Lingman (1901-62)               |      | 1 juli 1950       | 29 november 1954  | 4 år och 151 dagar | Socialdemokraterna     | 1948      | Erlander I S                               |        |
| Erlander II S   | John Lingman (1901-62)               |      | 1 juli 1950       | 29 november 1954  | 4 år och 151 dagar | Socialdemokraterna     | 1948      |                                            |        |
|                 | Gunnar Lange (1909-76)               |      | 29 november 1954  | 12 september 1955 | 0 år och 287 dagar | Socialdemokraterna     | 1952      | Erlander II S                              |        |
|                 | Sigurd Lindholm (1904-90)            |      | 12 september 1955 | 16 september 1965 | 10 år och 4 dagar  | Socialdemokraterna     | 1952      | Erlander II S                              |        |
| Erlander III S  | Sigurd Lindholm (1904-90)            |      | 12 september 1955 | 16 september 1965 | 10 år och 4 dagar  | Socialdemokraterna     | 1952      |                                            |        |
|                 | Hans Gustafsson (1912-81)            |      | 16 september 1965 | 1 juli 1969       | 3 år och 288 dagar | Socialdemokraterna     | 1964      | Erlander III S                             |        |
|                 | Svante Lundkvist (1919-91)           |      | 1 juli 1969       | 3 november 1973   | 4 år och 125 dagar | Socialdemokraterna     | 1968      | Erlander III S                             |        |
| Palme I S       | Svante Lundkvist (1919-91)           |      | 1 juli 1969       | 3 november 1973   | 4 år och 125 dagar | Socialdemokraterna     | 1968      |                                            |        |
|                 | Hans Gustafsson (1923-98)            |      | 3 november 1973   | 31 december 1973  | 0 år och 58 dagar  | Socialdemokraterna     | 1973      | Erlander III S                             |        |
| 1983–1996       |                                      |      |                   |                   |                    |                        |           |                                            |        |
| Namn (Född-Död) | Namn (Född-Död)                      | Bild | Ämbetsperiod      | Ämbetsperiod      | Ämbetsperiod       | Politiskt tillhörighet | Val       | Regering                                   | Källor |
| Namn (Född-Död) | Namn (Född-Död)                      | Bild | Tillträde         | Frånträde         | Varaktighet        | Politiskt tillhörighet | Val       | Regering                                   | Källor |
|                 | Bo Holmberg (1942–2010)              |      | 1 januari 1983    | 4 oktober 1988    | 5 år och 277 dagar | Socialdemokraterna     | 1982      | Palme II S                                 |        |
| Carlsson I S    | Bo Holmberg (1942–2010)              |      | 1 januari 1983    | 4 oktober 1988    | 5 år och 277 dagar | Socialdemokraterna     | 1982      |                                            |        |
|                 | Bengt K.Å. Johansson (1937–2021)     |      | 4 oktober 1988    | 4 oktober 1991    | 3 år och 0 dagar   | Socialdemokraterna     | 1988      | Carlsson I S                               |        |
| Carlsson II S   | Bengt K.Å. Johansson (1937–2021)     |      | 4 oktober 1988    | 4 oktober 1991    | 3 år och 0 dagar   | Socialdemokraterna     | 1988      |                                            |        |
|                 | Inger Davidson (1944–)               |      | 4 oktober 1991    | 7 oktober 1994    | 2 år och 351 dagar | Kristdemokraterna      | 1991      | Carl Bildt M – C – FP – KD                 |        |
|                 | Marita Ulvskog (1951–)               |      | 7 oktober 1994    | 22 mars 1996      | 1 år och 167 dagar | Socialdemokraterna     | 1994      | Carlsson III S                             |        |
|                 | Jörgen Andersson (1946–)             |      | 22 mars 1996      | 30 juni 1996      | 0 år och 100 dagar | Socialdemokraterna     | 1994      | Persson S                                  |        |
| 2010–nutid      |                                      |      |                   |                   |                    |                        |           |                                            |        |
| Namn (Född-Död) | Namn (Född-Död)                      | Bild | Ämbetsperiod      | Ämbetsperiod      | Ämbetsperiod       | Politiskt tillhörighet | Val       | Regering                                   | Källor |
| Namn (Född-Död) | Namn (Född-Död)                      | Bild | Tillträde         | Frånträde         | Varaktighet        | Politiskt tillhörighet | Val       | Regering                                   | Källor |
|                 | Stefan Attefall (1960–)              |      | 5 oktober 2010    | 3 oktober 2014    | 3 år och 363 dagar | Kristdemokraterna      | 2010      | Reinfeldt M – C – FP – KD                  |        |
|                 | Ardalan Shekarabi (1978–)            |      | 3 oktober 2014    | 1 oktober 2019    | 4 år och 363 dagar | Socialdemokraterna     | 2014 2018 | Löfven I S – MP Löfven II S – MP           |        |
|                 | Lena Micko (1955–)                   |      | 1 oktober 2019    | 30 november 2021  | 2 år och 60 dagar  | Socialdemokraterna     | 2018      | Löfven II S – MP Löfven III S – MP         |        |
|                 | Ida Karkiainen (1988–)               |      | 30 november 2021  | 18 oktober 2022   | 0 år och 322 dagar | Socialdemokraterna     | 2018      | Andersson S                                |        |
|                 | Erik Slottner (1980–)                |      | 18 oktober 2022   |                   | 2 år och 243 dagar | Kristdemokraterna      | 2022      | Kristersson M – KD – L                     |        |

### Biträdande statsråd (konsultativa statsråd) i civildepartementet
- 1988–1991,[3] Margot Wallström (f. 1954), Socialdemokraterna